# 그레고리 앨런 윌리엄스
그레고리 앨런 윌리엄스(Gregory Alan Williams, 1956년 6월 12일 ~ )는 미국의 배우, 소설가, 작가, 성우이다.
디모인에서 태어났다.

## 출연 작품
- 아이 씨 유 (2019년) - 스피츠키 역
- 더 보이 (2019년) - 디버 보안관 역
- 신은 죽지 않았다 3: 어둠 속의 빛 (2018년) - 롤랜드 목사 역
- 크리에이티드 이퀄 (2017년)
- A Question of Faith (2017)
- 마운틴 탑 (2017년)
- 지오스톰 (2017년) - 몬트그래프 장군 역
- 올모스트 크리스마스 (2016년)
- 빌리 린의 롱 하프타임 워크 (2016년)
- 히든 피겨스 (2016년) - 마리온 스미손 역
- 어카운턴트 (2016년) - 재무부 비서 역
- 미라클 프롬 헤븐 (2016년) - Dr. 조 헤스터 역
- 미스컨덕트 (2016년) - 리차드 힐 역
- 13 미닛츠 (2015년)
- 배드 애플 (2015년)
- 더 신 시어 (2015년)
- 비트 스트릿 (2015년)
- 밀리언 달러 암 (2014년) - 더그 역
- 지미 (2013년)
- 히어로 (2012년)
- 크리스마스 큐피드 (2010년)
- 굿 인텐션스 (2010년)
- 블러드 두 사인 마이 네임 (2010년)
- 프리처스 키드 (2010년)
- 맥그루버 (2010년)
- 콜렉터 (2009년) - 셔리프 역
- 도그 데이즈 오브 썸머 (2007년)
- 더 게임 (2006년) - 닥터 제임스 바넷 역
- 더 라스트 아담 (2006년)
- 혼팅 빌리스카 (2006년)
- 더티 런드리 (2006년)
- 로커스트 (2005년)
- 쿨! (2005년) - 다릴 역
- 더 비트 (2003년)
- 올드 스쿨 (2003년)
- 더 디스트릭트 (2000년)
- 리멤버 타이탄 (2000년)
- 스태그 (1997년)
- 레드 액트 (1997, Acts of Betrayal)
- 사선에서 (1993년)
- 내전 (1991년)
- 메이저 리그 (1989년)
- 형사 니코 (1988년)

### 텔레비전
- SOS 해상 구조대 (1989-98)
- 웨스트 윙 (2000-02)
- 아미 와이브즈 (2009)
- 체인지 디바 (2009-14)
- 네세서리 러프니스 (2011-13) - 퍼넬 역
- 그린 리프 (2016-18)